# Kelsterbach
Kelsterbach település Németországban, Hessen tartományban. Lakosainak száma 17 365 fő (2023. december 31.).

## Népesség
A település népességének változása:
| Lakosok száma | 16 565 | 16 936 | 17 013 | 17 375 | 17 365 |
|               | 2017   | 2019   | 2021   | 2022   | 2023   |